# Onosma simplicissima
Onosma simplicissima ist eine Pflanzenart aus der Gattung der Lotwurzen (Onosma) in der Familie der Raublattgewächse (Boraginaceae).

## Beschreibung
Onosma simplicissima ist eine ausdauernde Pflanze mit einem verzweigten, holzigen Wurzelstock, aus dem eine Vielzahl nicht-blütentragender Blattrosetten entspringt. Die blütentragenden Stängel erreichen Wuchshöhen von 15 bis 30 cm. Sie sind nicht verzweigt und mit anliegenden Borsten behaart. Die unteren Laubblätter sind 30 bis 50 mm lang und 2 bis 4 mm breit, linealisch oder linealisch-lanzettlich und dicht mit weißen oder grauen Borsten behaart. Die oberen Blätter sind auf der Oberseite grün und auf der Unterseite ähnlich den unteren Blättern behaart.
Die Blütenstände sind unverzweigt oder mit einigen kurzen Zweigen versehen. Die Blütenstiele sind 1 bis 4 mm lang, die Tragblätter sind kürzer als der Kelch. Dieser ist zur Blütezeit 6 bis 8 mm lang, zur Fruchtreife 10 bis 13 mm. Die Krone ist 16 bis 22 mm lang, blass gelb, unbehaart aber fein papillös. Meist ist sie etwa zwei- bis dreimal so lang wie der Kelch.
Die Früchte sind etwa 2 bis 3 mm lange, glatte Nüsschen.
Die Chromosomenzahl beträgt 2n = 14.

## Vorkommen
Die Art ist im Südosten Russlands und im Osten der Ukraine verbreitet.